# Leon Koźmiński (zm. 1757)
Leon Koźmiński z Iwanowic herbu Poraj (zm. w 1757 roku) – chorąży wschowski w latach 1742–1757, podczaszy kaliski w latach 1729–1742.
Jako deputat podpisał pacta conventa Stanisława Leszczyńskiego w 1733 roku.
Poseł województwa poznańskiego na sejm 1746 roku.